# BMW i5
A BMW i5 (modellkód: G60) egy akkumulátoros elektromos szedán autótípus, melyet a német BMW 2023-tól gyárt. A BMW 5-ös sorozatának 2023-ban bemutatott 8. generációjának elektromos változata.

## Bemutatás

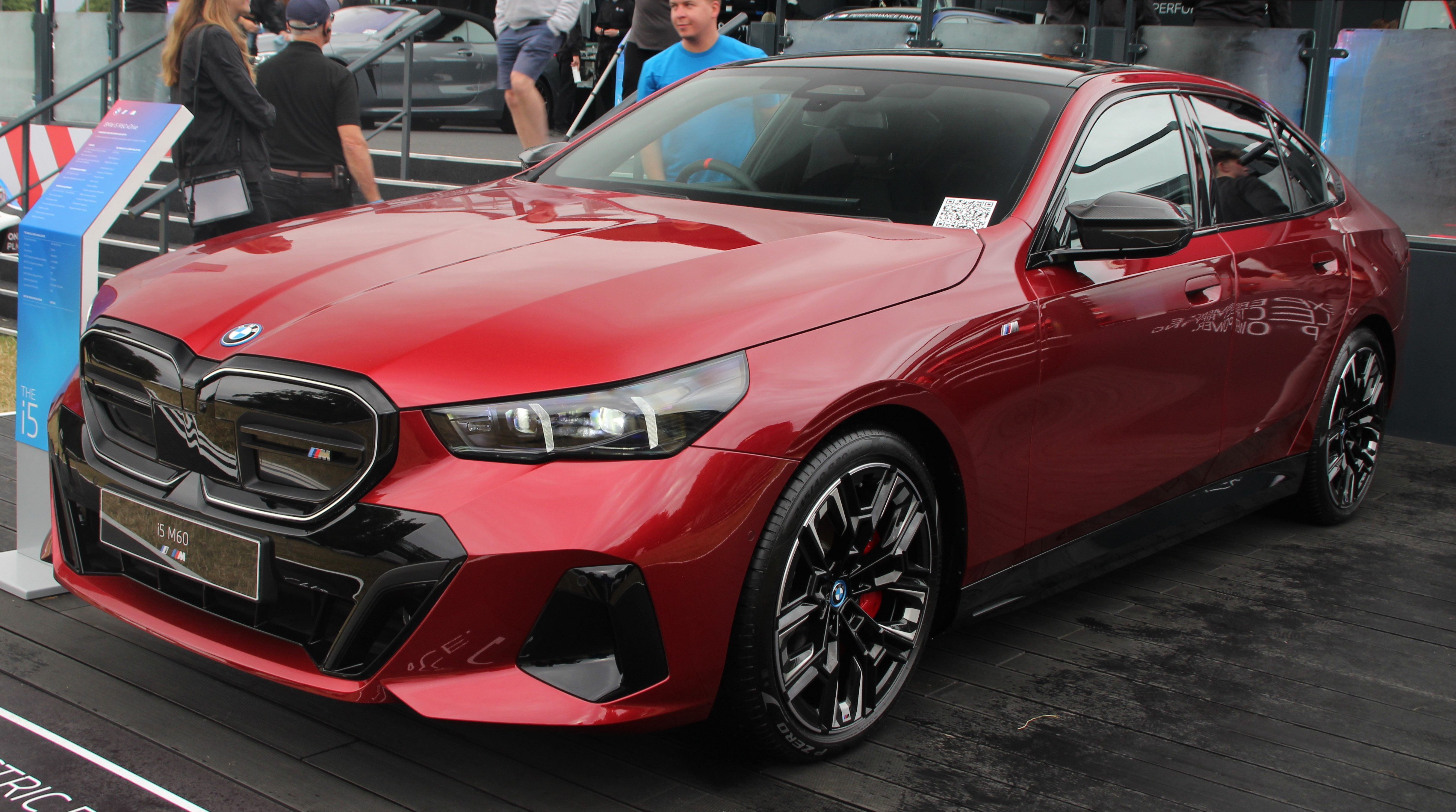
Elölnézetből
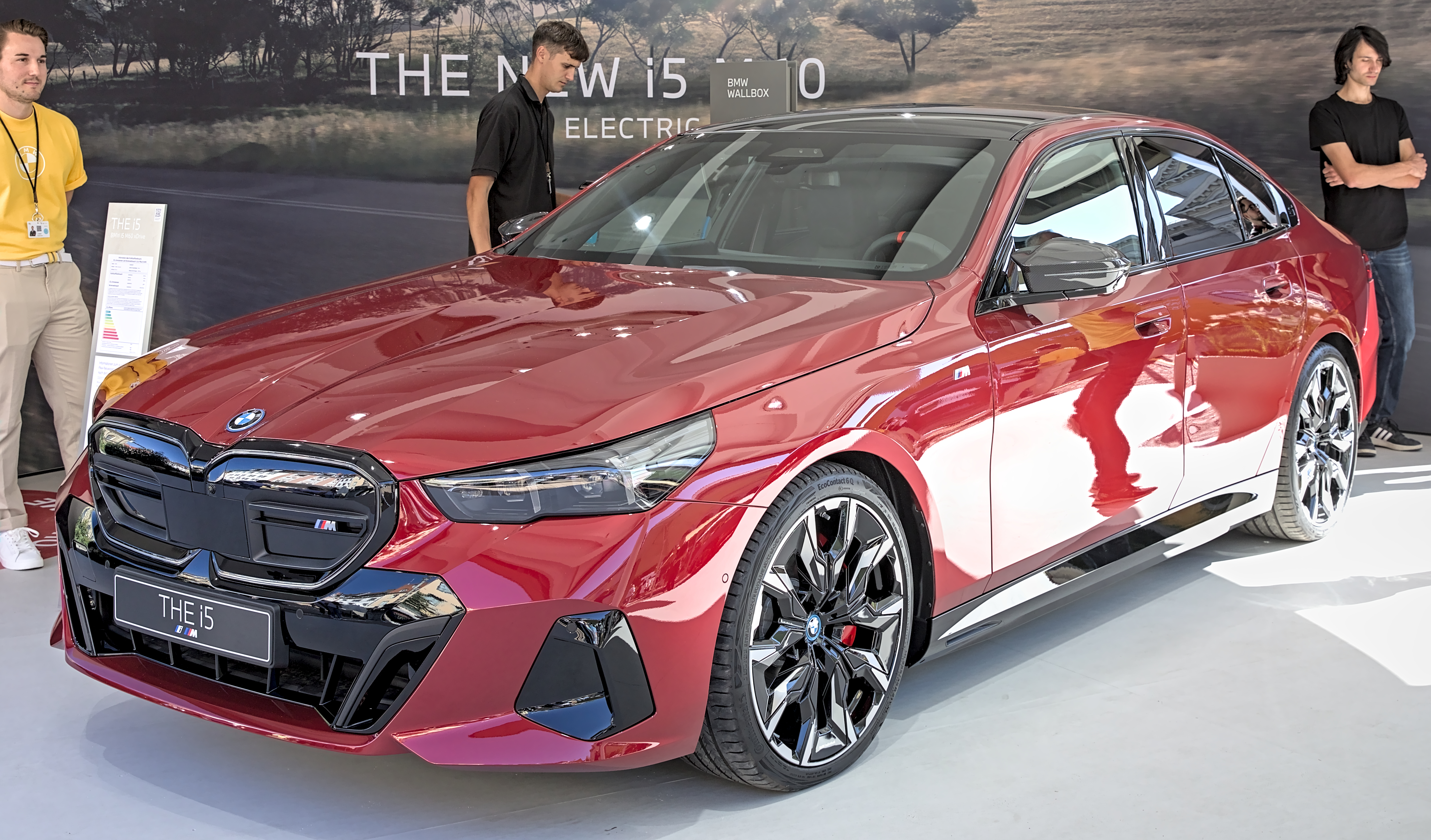
Elölnézetből
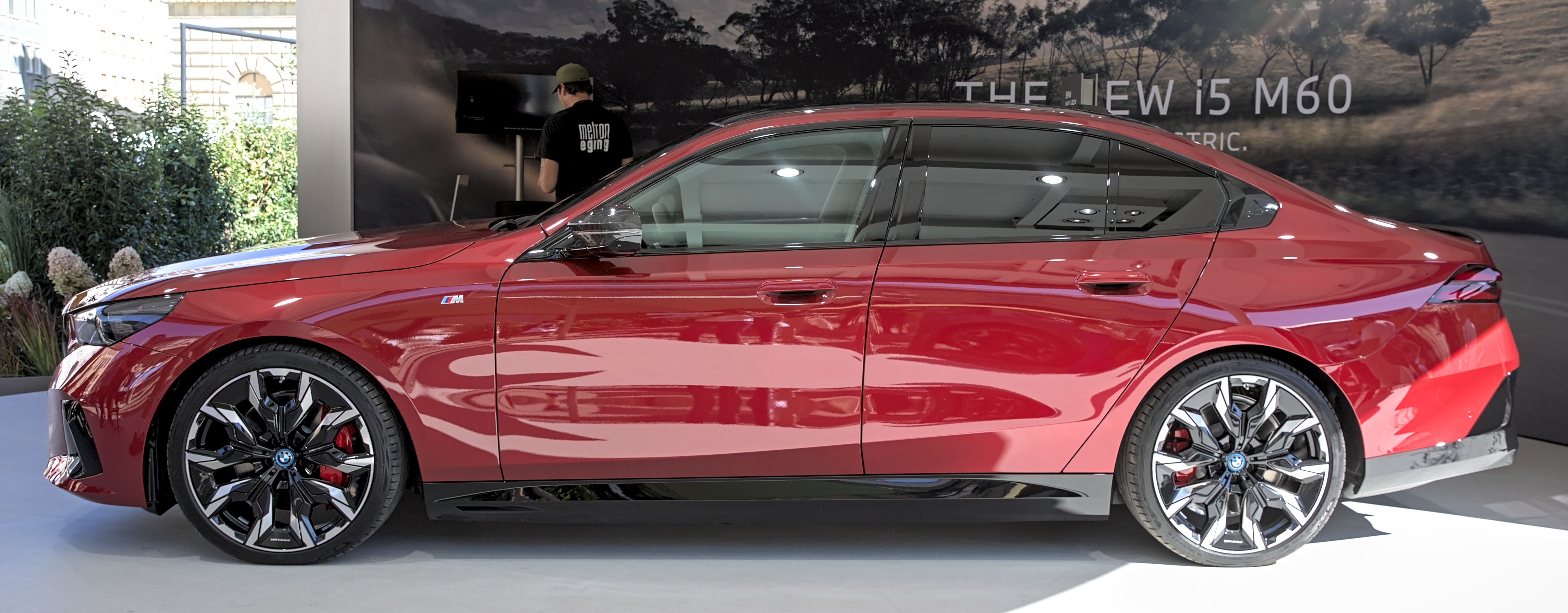
Oldalnézetből
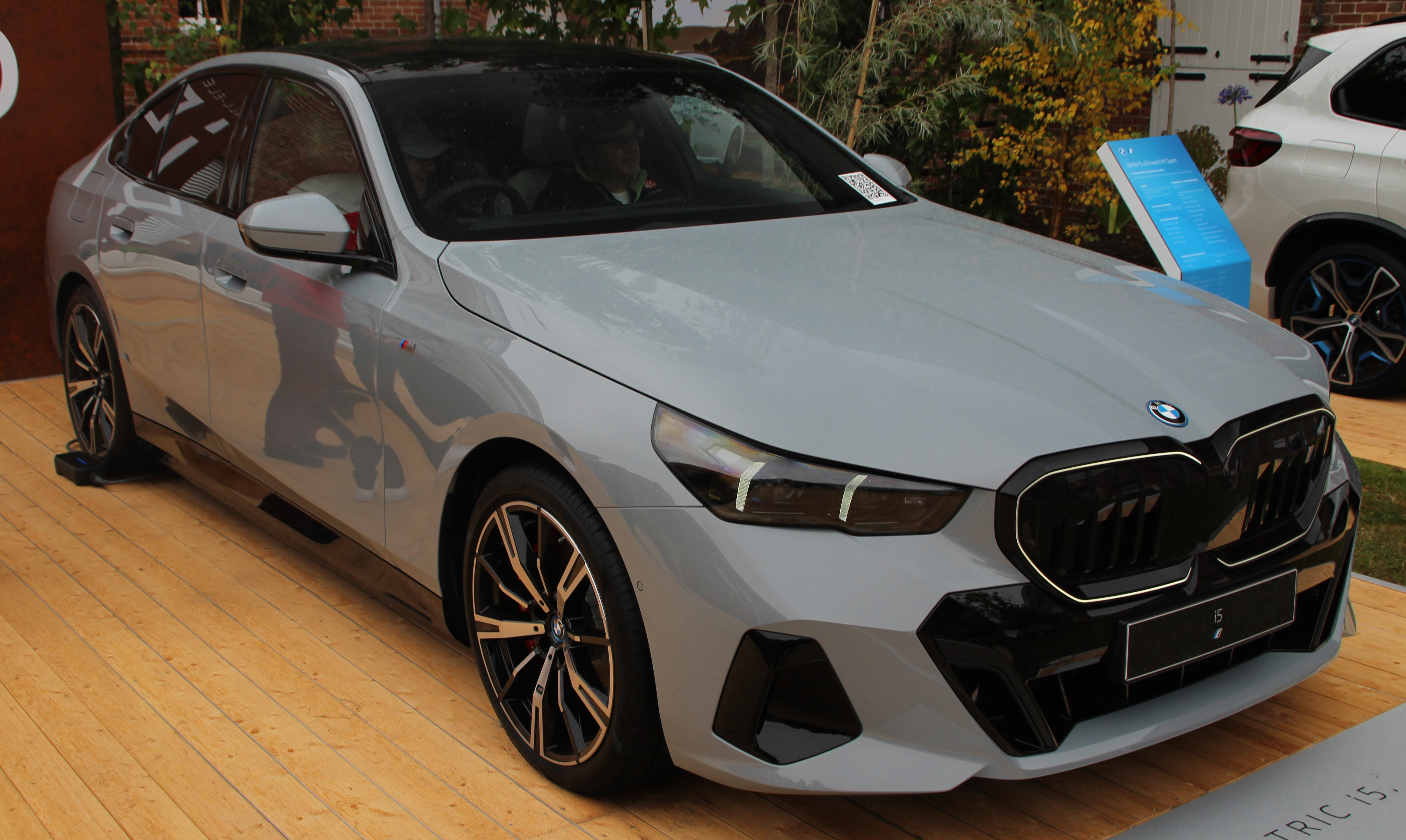
Elölnézetből
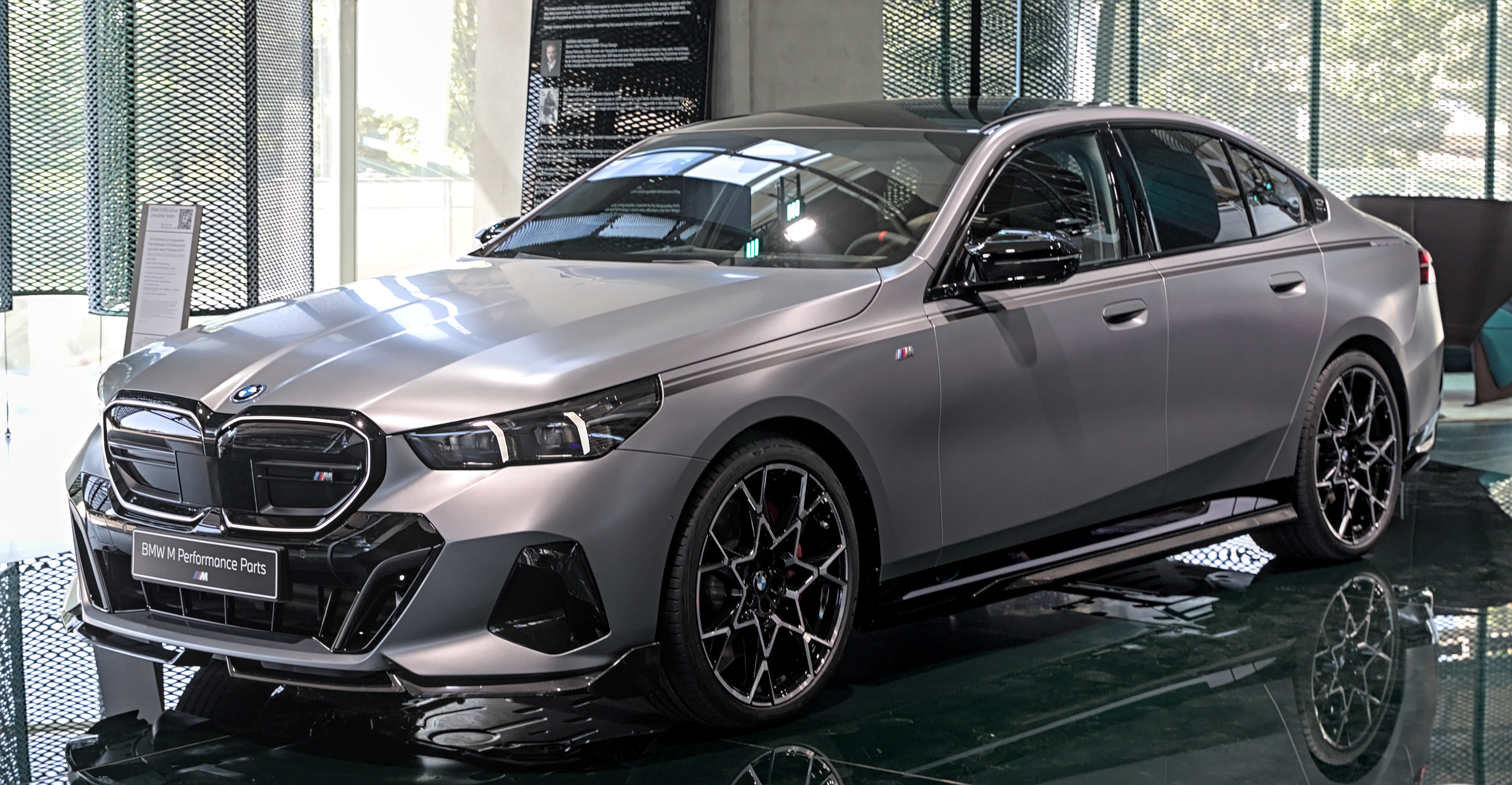
Elölnézetből
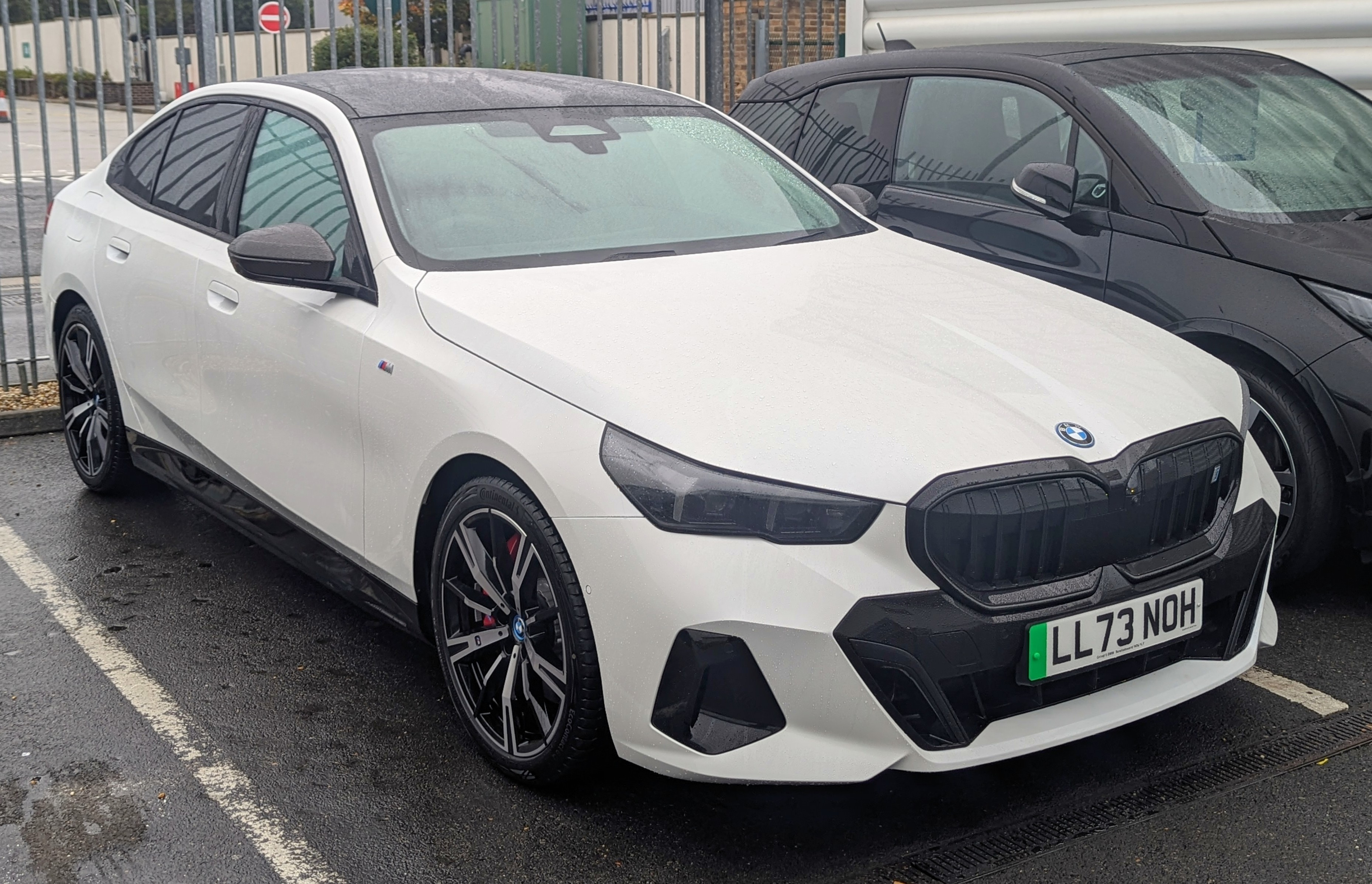
Elölnézetből
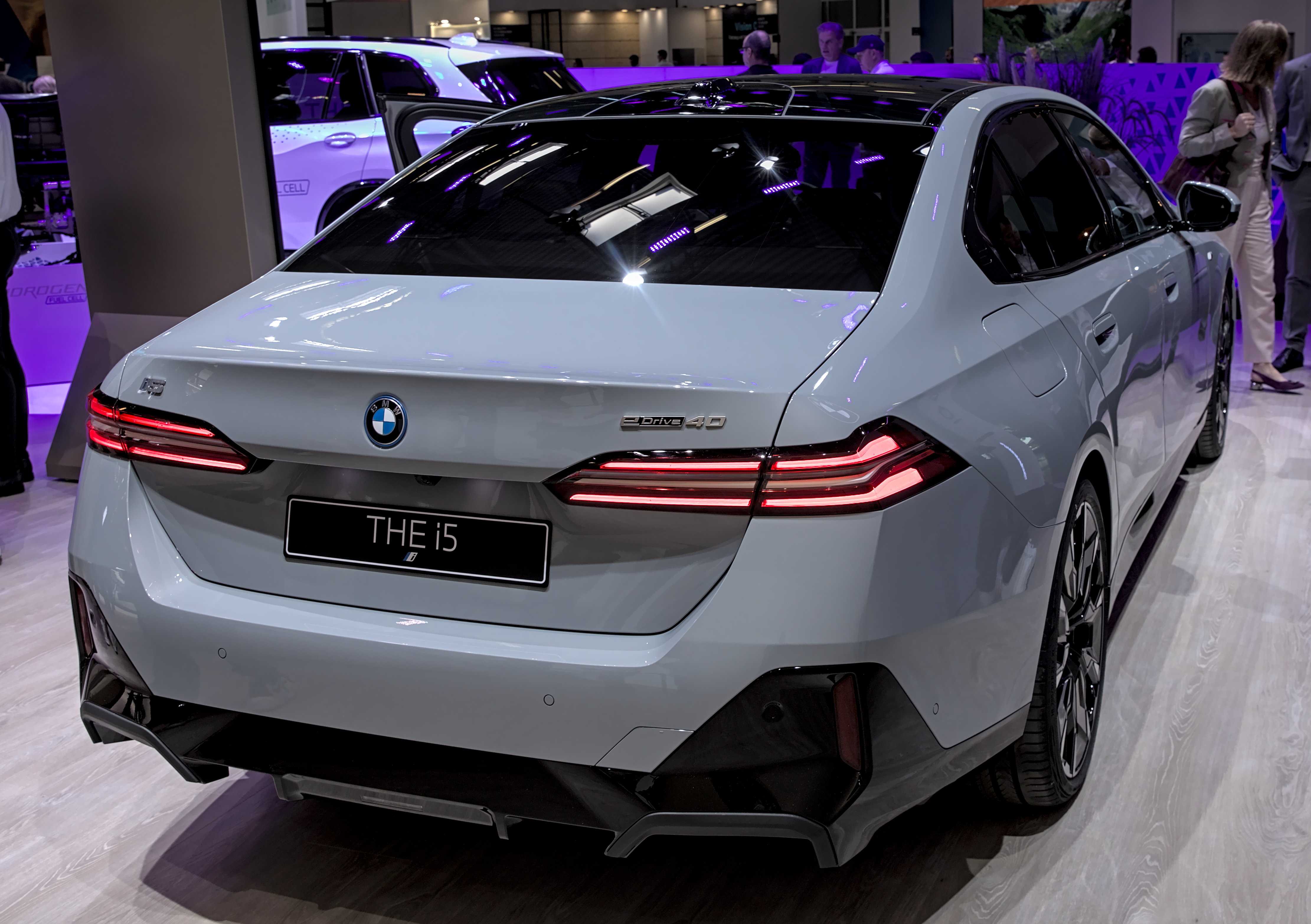
Hátulnézetből
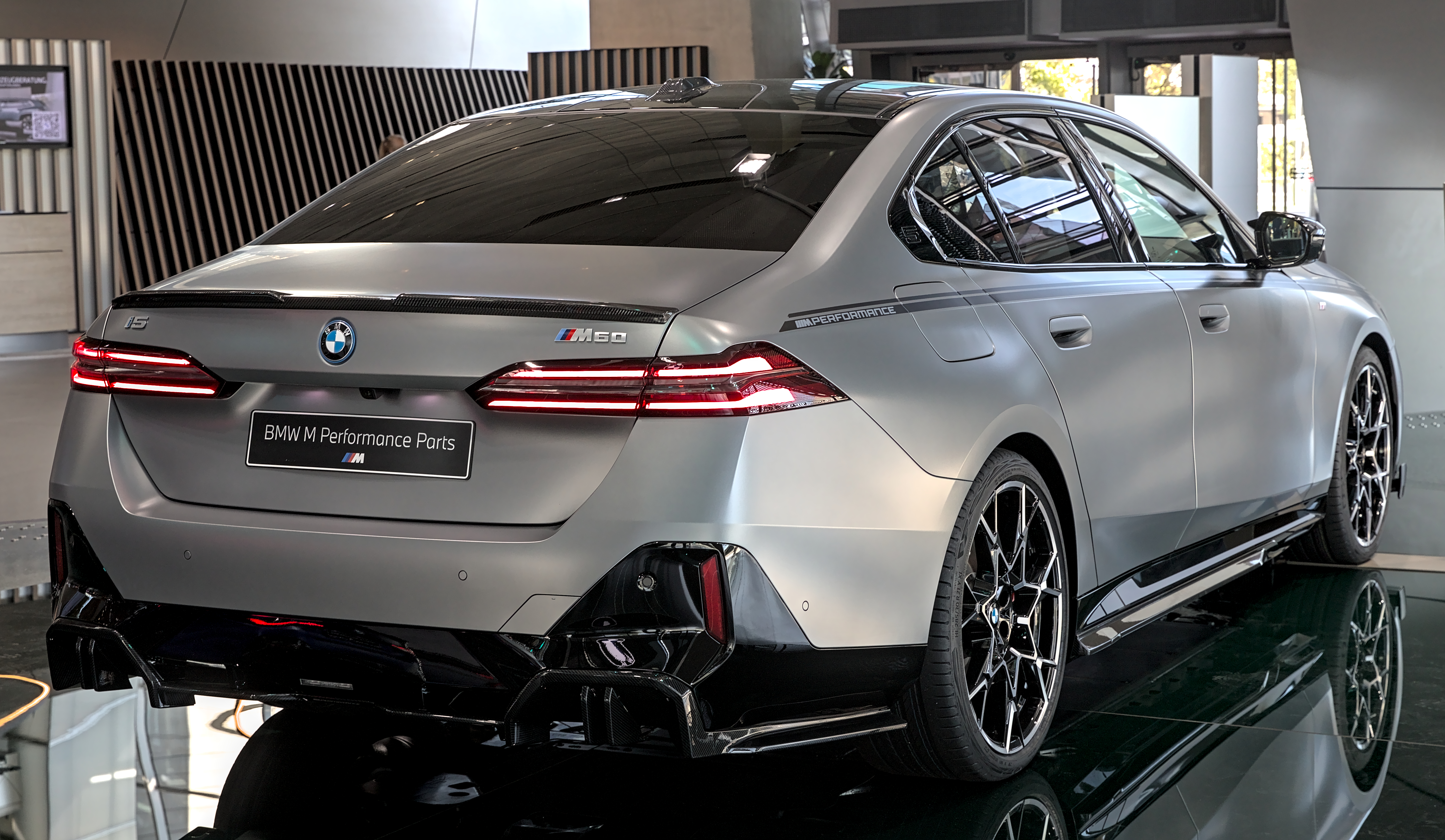
Hátulnézetből
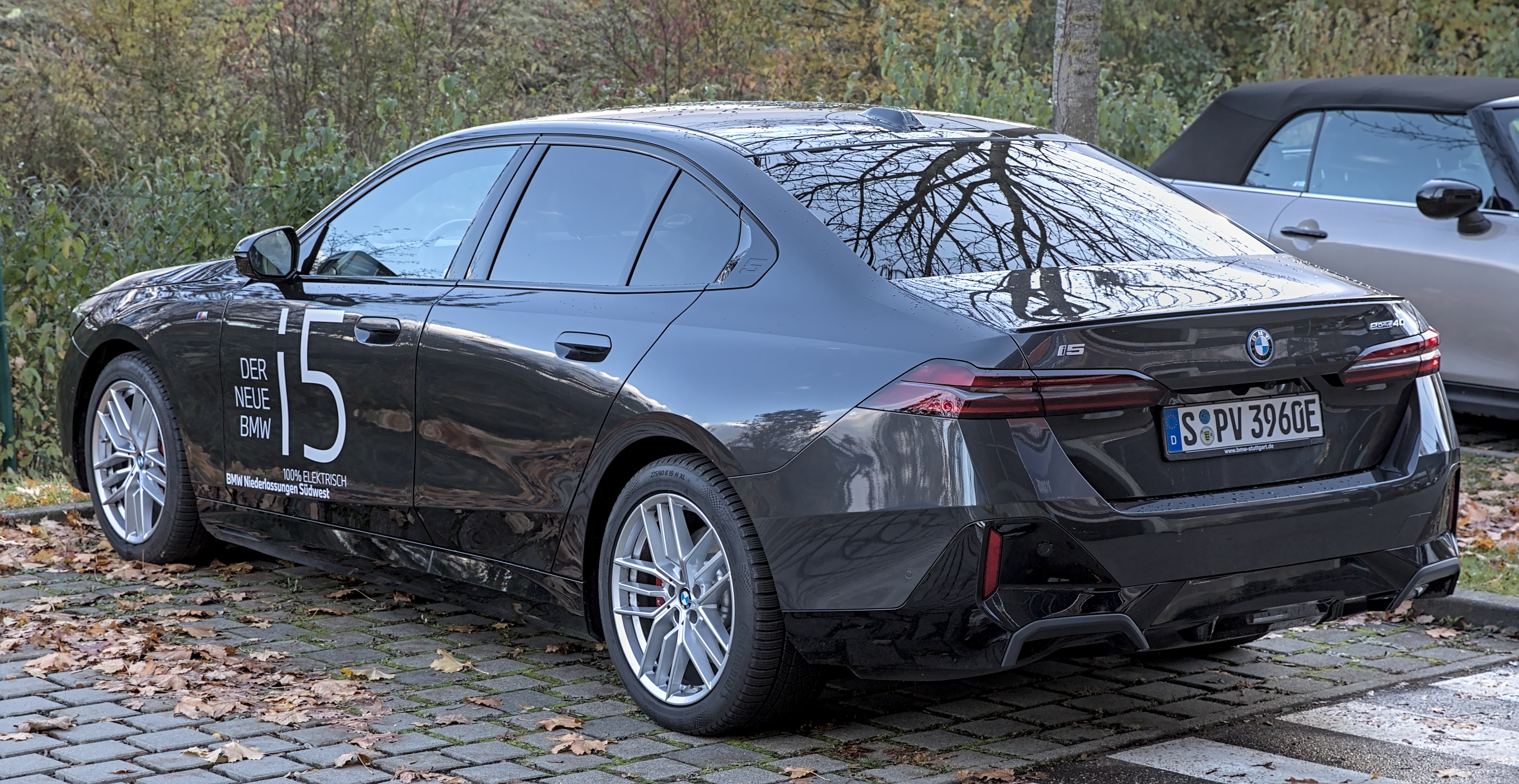
Hátulnézetből
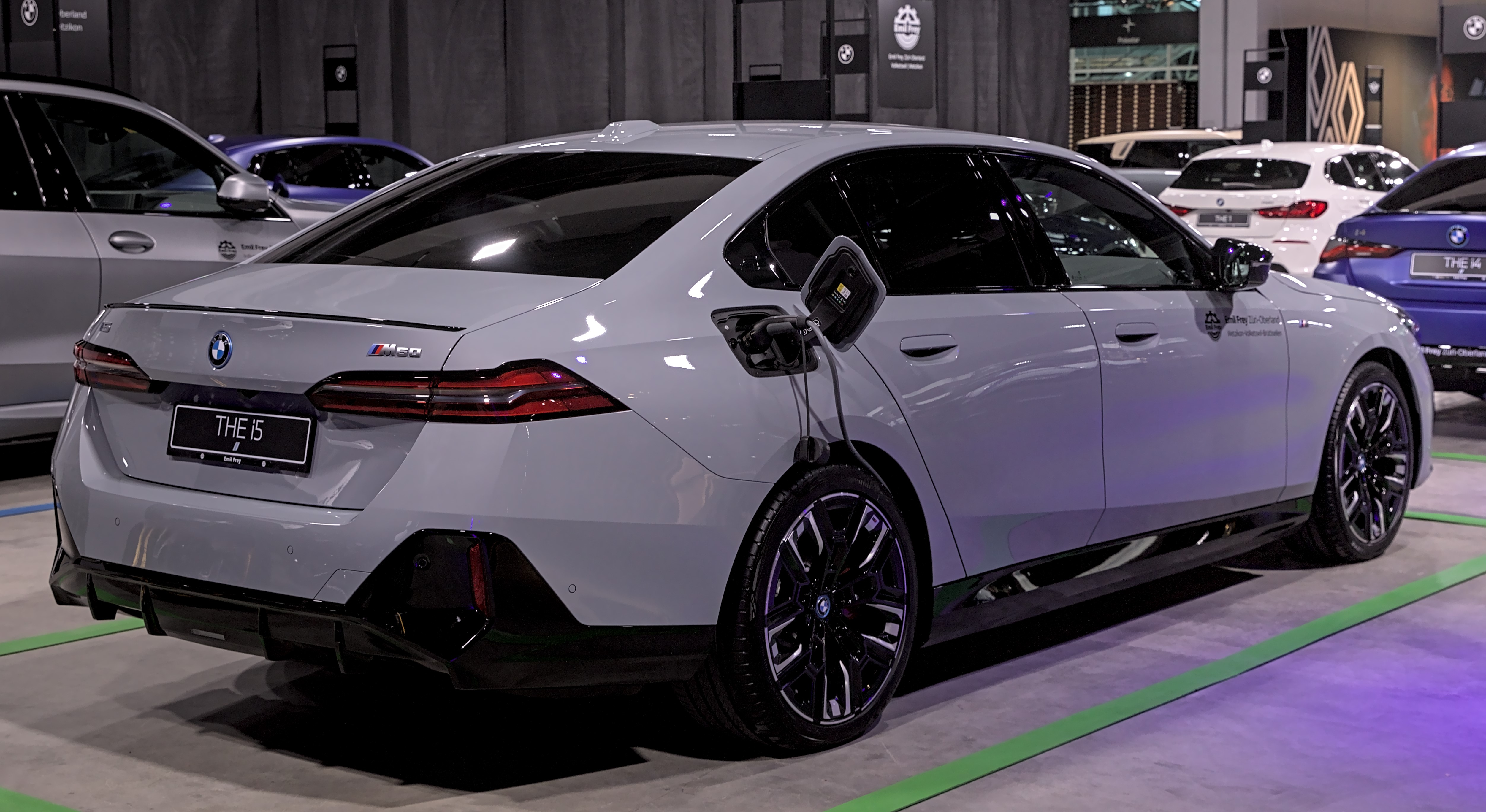
Hátulnézetből, töltés közben

A BMW i5-öt 2023. május 24-én én mutatták be.
Az i5 az 5-ös sorozat nyolcadik generációjának dizájnját viseli magát; a rács körvonala megvilágítható.
Ami az utasteret illeti, az i5 dupla, hajlított képernyővel rendelkezik (BMW Curved Displa). A műszerekhez szánt képernyő 12,3 hüvelykes, míg az infotainment 14,9 hüvelykes. Ez utóbbin videojátékon is lehet játszani.
Az i5 2024-től kombi verzióban is elérhető lesz.

## Technikai sajátosságok
A BMW i5 egyedülálló félautonóm vezetési funkcióval van felszerelve, amely lehetővé teszi a sávváltást egy egyszerű pillantással, amelyet a külső tükörben elhelyezett kamera észlel.
Az i5 az M60 sportváltozathoz adaptív felfüggesztést is kínál elektronikusan vezérelt lengéscsillapítókkal, valamint négykerékkormányzást.

### Motorok
A BMW i5 egy belépő szintű változattal, az eDrive40-nel (hátsókerék-meghajtás, 250 kW teljesítményű villanymotor, 430 Nm max. nyomaték) és egy sportos változattal, az M60 xDrive-val (összkerékmeghajtás, 442 kW összteljesítmény, 820 Nm max. nyomatéka) elérhető.

### Akkumulátor és hatótávolság
A BMW i5 82 kWh kapacitású lítium-ion akkumulátorral rendelkezik.
Az eDrive40 változat hatótávolsága 477–582 km, míg az M60 xDrive-é 455–516 km.

### Újratöltés
A BMW i5 alapkivitelben 11 kW-os fedélzeti töltővel rendelkezik. Opcióként 22 kW-os fedélzeti töltővel is rendelhető. Az egyenáramú töltési teljesítmény eléri a 205 kW-ot. Az akkumulátor feltöltése 10%-ról 80%-ra akár 30 perc alatt lehetséges.

## Fordítás
Ez a szócikk részben vagy egészben  a   BMW i5 című francia Wikipédia-szócikk ezen változatának fordításán alapul.  Az eredeti cikk szerkesztőit annak laptörténete sorolja fel. Ez a jelzés csupán a megfogalmazás eredetét és a szerzői jogokat jelzi, nem szolgál a cikkben szereplő információk forrásmegjelöléseként.